# Res iVarietà
Res iVarietà è un programma televisivo che si propone di raccontare la storia dei varietà televisivi della Rai. Il programma, che va in onda all'interno del palinsesto dei canali tematici Rai Storia e Rai Scuola, si suddivide in due parti: la prima presenta e descrive il varietà televisivo oggetto della puntata, la seconda ripropone ampi spezzoni del varietà in questione.
La sigla del programma è la hit di Giorgio Gaber Goganga.

## Puntate trasmesse
Questi sono i varietà di cui si sono occupate le puntate andate in onda:
1. L'altra domenica
2. Al Paradise
3. Indietro tutta!
4. La TV delle ragazze
5. Signore e signora
6. Canzonissima '72
7. Hai visto mai?
8. Formula due
9. Milleluci
10. Drim
11. Attore amore mio
12. Buonasera Raffaella
13. Fantastico 7
14. Domenica in